# Reprezentacja Andory w piłce wodnej kobiet
Reprezentacja Andory w piłce wodnej kobiet – zespół, biorący udział w imieniu Andory w meczach i sportowych imprezach międzynarodowych w piłce wodnej, powoływany przez selekcjonera, w którym mogą występować wyłącznie zawodnicy posiadający obywatelstwo andorskie. Za jej funkcjonowanie odpowiedzialny jest Andorski Związek Pływacki (FAN), który jest członkiem Międzynarodowej Federacji Pływackiej.